# SP-075
La SP-075 est une route de l'État de São Paulo qui relie Campinas à Sorocaba.

## Présentation
Elle reçoit sur son parcours les noms suivants :
- Santos Dumont, de	Campinas à l'Aéroport International de Viracopos ;
- Engenheiro Ermênio de Oliveira Penteado, de Viracopos à Salto ;
- Prefeito Hélio Steffen, de la	SP-079 à la SP-308 (Contournement de Salto) ;
- Deputado Archimedes Lammoglia, de Salto à la Rodovia Castello Branco (SP-280) ;
- José Ermírio de Morais, de la Rodovia Castelo Branco (SP-280) à Sorocaba.